# Тянущие невод
«Тянущие невод» или «Рыбаки» — пьеса древнегреческого драматурга Эсхила (первая половина V века до н. э.) в жанре сатировской драмы, часть тетралогии, посвящённой мифу о Персее. Её текст почти полностью утрачен.

## Сюжет и судьба пьесы

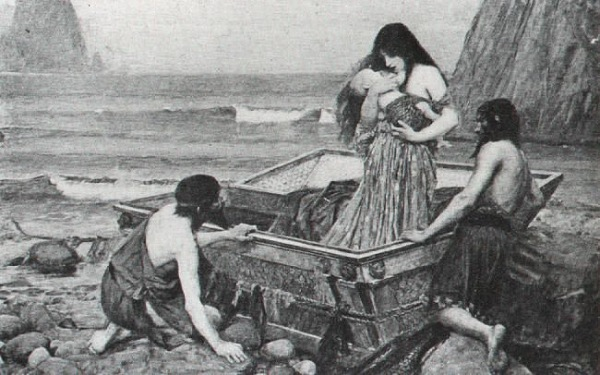
Даная выходит из ящика. Джон Уотерхауз, 1892 год

В основе пьесы лежит миф о Персее. Аргосская царевна Даная забеременела от Зевса; отец, царь Акрисий, поместил её вместе с новорождённым сыном в ящик, который бросил в море. В «Тянущих невод» этот ящик попал в сети рыбаков с острова Сериф. К красавице Данае сразу начали приставать сатиры, но её от этого избавил один из центральных персонажей — либо царь Полидект, либо его брат Диктис, либо предводитель сатиров Силен.
Эсхил включил «Тянущих невод» в состав тетралогии, рассказывавшей о Персее. В сохранившихся источниках нет упоминаний пьесы, которая могла бы стать первой частью цикла. Во второй части, «Форкиды», главный герой убивает Медузу Горгону, в третьей, «Полидект», наказывает царя Серифа. Тексты всех этих пьес были утрачены практически полностью. Благодаря папирусным находкам появились два фрагмента «Тянущих невод»: один был опубликован в 1933 году, второй — в 1941, один относится к началу пьесы, а второй — к самому концу.